# Gartenstadt (Freiburg im Breisgau)
Die Gartenstadt Freiburg ist nach den Grundsätzen einer Gartenstadt geplant und errichtet. Sie ist der namensgebende Teil des zum Freiburger Stadtteil Haslach gehörenden Stadtbezirks Haslach-Gartenstadt.

## Geschichte

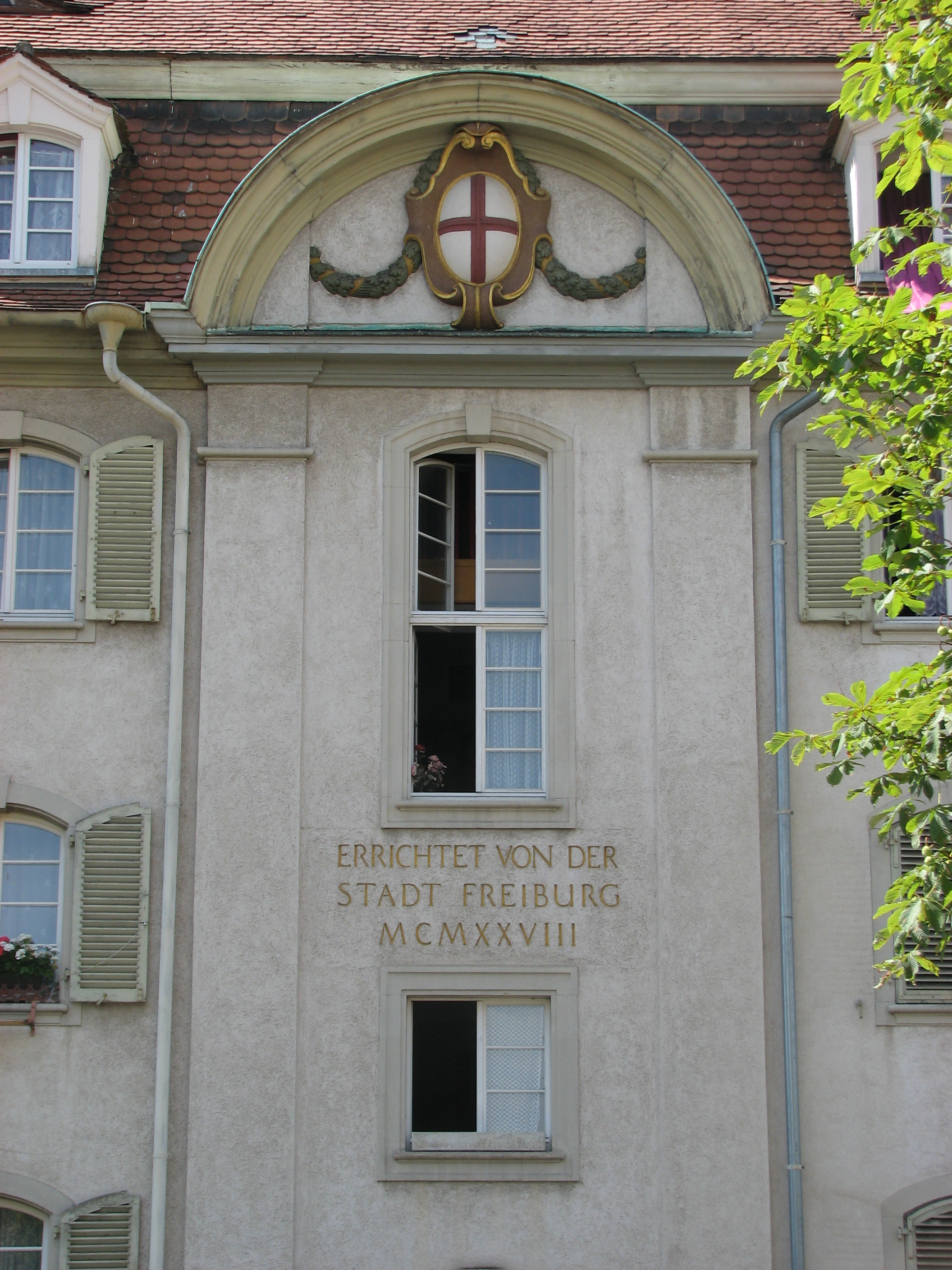
Abschlussbau Schönbergstraße (1928)

Industrialisierung, Bevölkerungswachstum und eine starke Land-Stadt-Wanderung hatten im 19. Jahrhundert zu einem rasanten Städtewachstum geführt. Die Gartenstadtbewegung im beginnenden 20. Jahrhundert war vor allem eine Reaktion auf die menschenunwürdigen Lebensbedingungen in den Mietskasernen der Städte und hatte sich die „lebenswerte Stadt“ zum Ziel gesetzt.
Die im Juli 1913 gegründete gemeinnützige Baugenossenschaft „Gartenvorstadt Freiburg im Breisgau“ konnte 1914 nach Erwerb des ca. 150 großen Grundes zwischen der Basler Straße und der damaligen Gutleut-, heutigen Carl-Kistner-Straße mit dem Bau erster Häuser an der Körner- und Kleiststraße beginnen. Die vom Architekten Joseph Mallebrein ausgeführten 58 Einfamilienhäuser konnten noch 1914 vor dem Ausbruch des Ersten Weltkrieges bezogen werden. Die Baumaßnahmen intensivierten sich in den 1920er-Jahren bis zur Ausprägung des vollen Charakters einer Gartenstadt. Die letzten Gebäude der Gartenstadt wurden 1928 fertiggestellt. Die Gebäude entwickelten sich dabei von West nach Ost von Einfamilien-Reihenhäusern zu großen Mehrfamilienhäusern.

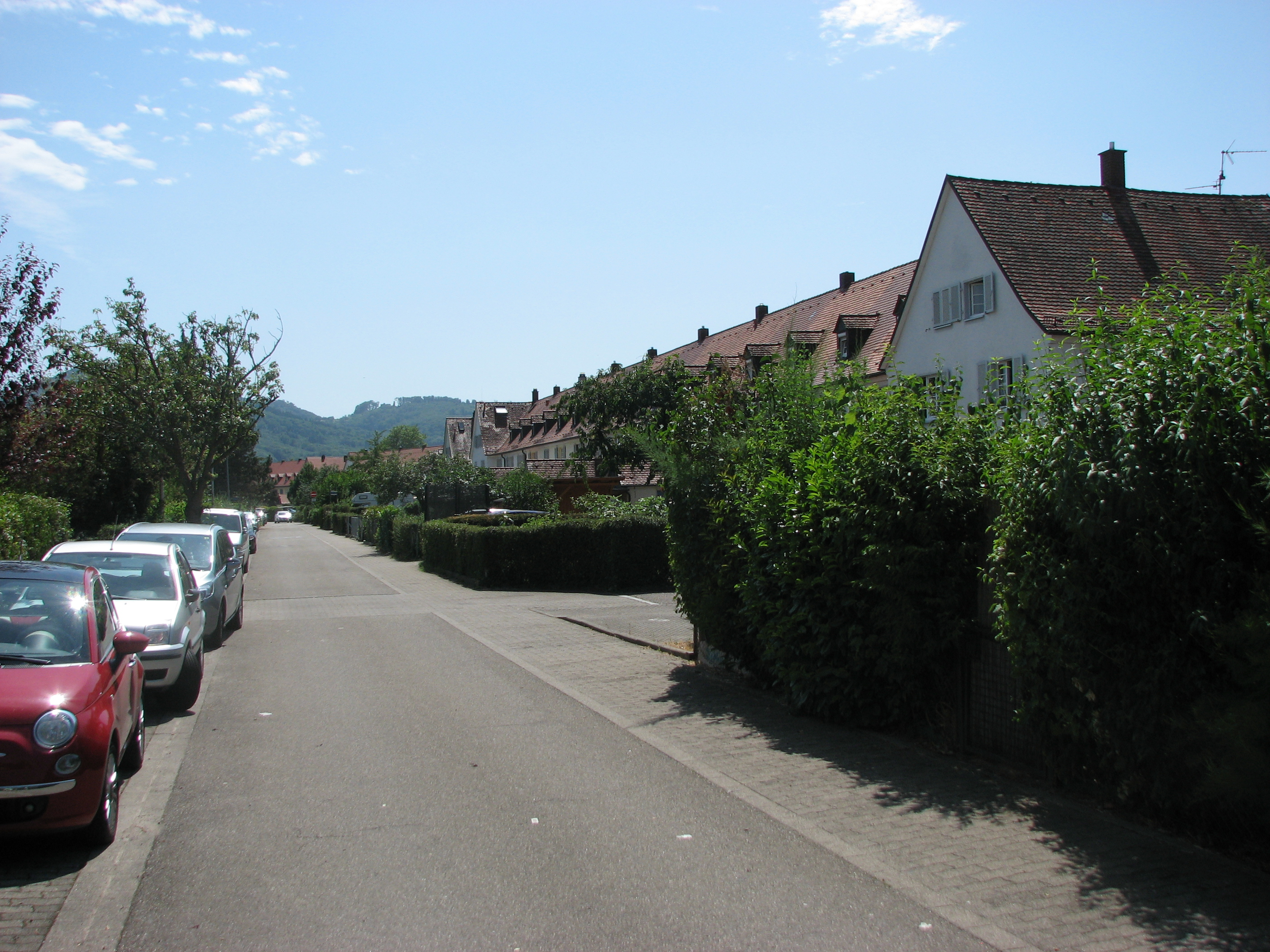
Bauzeile/Block

Die Gartenstadt ist seit 1986 als Kulturdenkmal registriert.

### Jubiläum 100 Jahre
2014 wurde das auf die Baulegung der ersten Häuser bezogene hundertjährige Jubiläum gefeiert. Im Rahmen des Jubiläums fand über das ganze Jahr verteilt eine Vielzahl öffentlicher Veranstaltungen statt. Die Liste der Veranstaltungen umfasste mehrere Vorträge, geschichtliche Führungen und Bilderabende, einen Tag der Offenen Gärten mit überregionaler Resonanz, ein Dîner en blanc, einen Tag der Gartenmusik, einen Spiel- und Sporttag, einen Abend der beleuchteten Gärten sowie eine Ausstellung. Begleitend zum Jubiläum wurde ein gemeinschaftlich erstelltes Buch veröffentlicht.

### Das Vordtriede-Haus

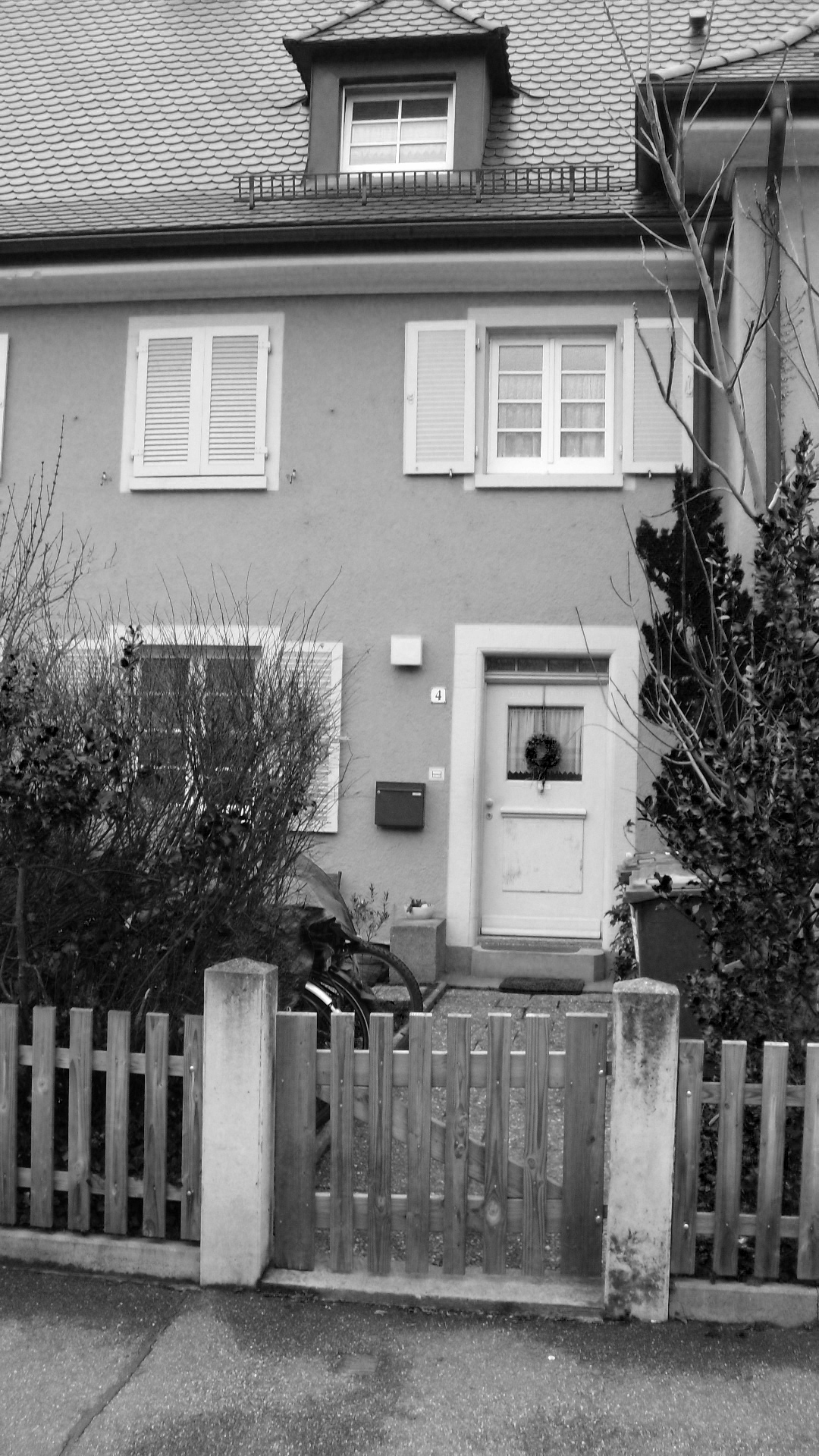
Das Vordtriede-Haus, Fichtestraße 4

Seit 2014 widmet sich das Projekt Vordtriede-Haus Freiburg, der emigrierten Familie Vordtriede. Diese lebte von 1926 bis 1938 in der Fichtestraße 4. Neben Käthe Vordtriede gehören auch die Kinder Fränze und Werner dazu. Auch diese wurden verfolgt und mussten fliehen. Zwei Stolpersteine vor dem ehemaligen Wohnhaus und dem Regierungspräsidium Freiburg (Basler Hof) sowie der „Käthe-Vordtriede-Weg“ im Stadtteil Rieselfeld, würdigen das Engagement der Freiburger Journalistin. Im Jahr 2015 wurde das Bürgerprojekt mit einem Stadtpreis ausgezeichnet.

## Infrastruktur
Die Straßenbahnlinie 5 verläuft durch die Carl-Kistner-Straße nördlich der Gartenstadt vom Rieselfeld zur Innenstadt. Südlich der Gartenstadt durch die Basler Straße verläuft die Buslinie 11 von der Haid über St. Georgen zum Hauptbahnhof. Für den Radverkehr verläuft der FR 3 östlich der Gartenstadt durch die Eschholzstraße in Richtung Stühlinger und der FR 6 entlang der Basler Straße von der Haid zur Innenstadt und zum Institutsviertel.
Die Straßen der Gartenstadt wurden im Wesentlichen nach Freiheitsdichtern des achtzehnten und neunzehnten Jahrhunderts benannt:
| Straßenname                                 | Benannt nach |
| ------------------------------------------- | --- |
| Arndtstraße                                 | Ernst Moritz Arndt, Schriftsteller, Historiker, Freiheitskämpfer und Abgeordneter der Frankfurter Nationalversammlung                  |
| Bauhöferstraße                              | Camill Bauhöfer, Apotheker aus Oberkirch. Die 1918 gegründete Leopold-Bauhöfer-Altersheim-Stiftung wurde nach Bauhöfers Vater benannt  |
| Carl-Kistner-Straße (ehemals Gutleutstraße) | Carl Kistner, sozial engagierter erster Pfarrer der ab 1914 eigenständigen ersten Haslacher katholischen Pfarrei                       |
| Eichendorffweg                              | Joseph von Eichendorff, Lyriker und Schriftsteller der deutschen Romantik                                                              |
| Englerplatz                                 | Wilhelm Engler, deutscher Gewerkschafter und Politiker, Mitglied des Vorstandes der Baugenossenschaft Gartenvorstadt                   |
| Fichtestraße                                | Johann Gottlieb Fichte, deutscher Erzieher und Philosoph, wichtiger Vertreter des Deutschen Idealismus                                 |
| Freiligrathstraße                           | Ferdinand Freiligrath, deutscher Lyriker und Übersetzer                                                                                |
| Kleiststraße                                | Bernd Heinrich Wilhelm von Kleist, deutscher Dramatiker, Erzähler, Lyriker und Publizist                                               |
| Körnerstraße                                | Theodor Körner, deutscher Dichter und Dramatiker, berühmt durch seine Lieder im Freiheitskampf gegen die napoleonische Fremdherrschaft |
| Schenkendorfstraße                          | Gottlob Ferdinand Maximilian Gottfried von Schenkendorf, deutscher Schriftsteller                                                      |
| Schönbergstraße                             | Nach dem nahegelegenen Schönberg benannt                                                                                               |

## Wohnungsbaugesellschaften in der Gartenstadt

### Bauverein Breisgau eG

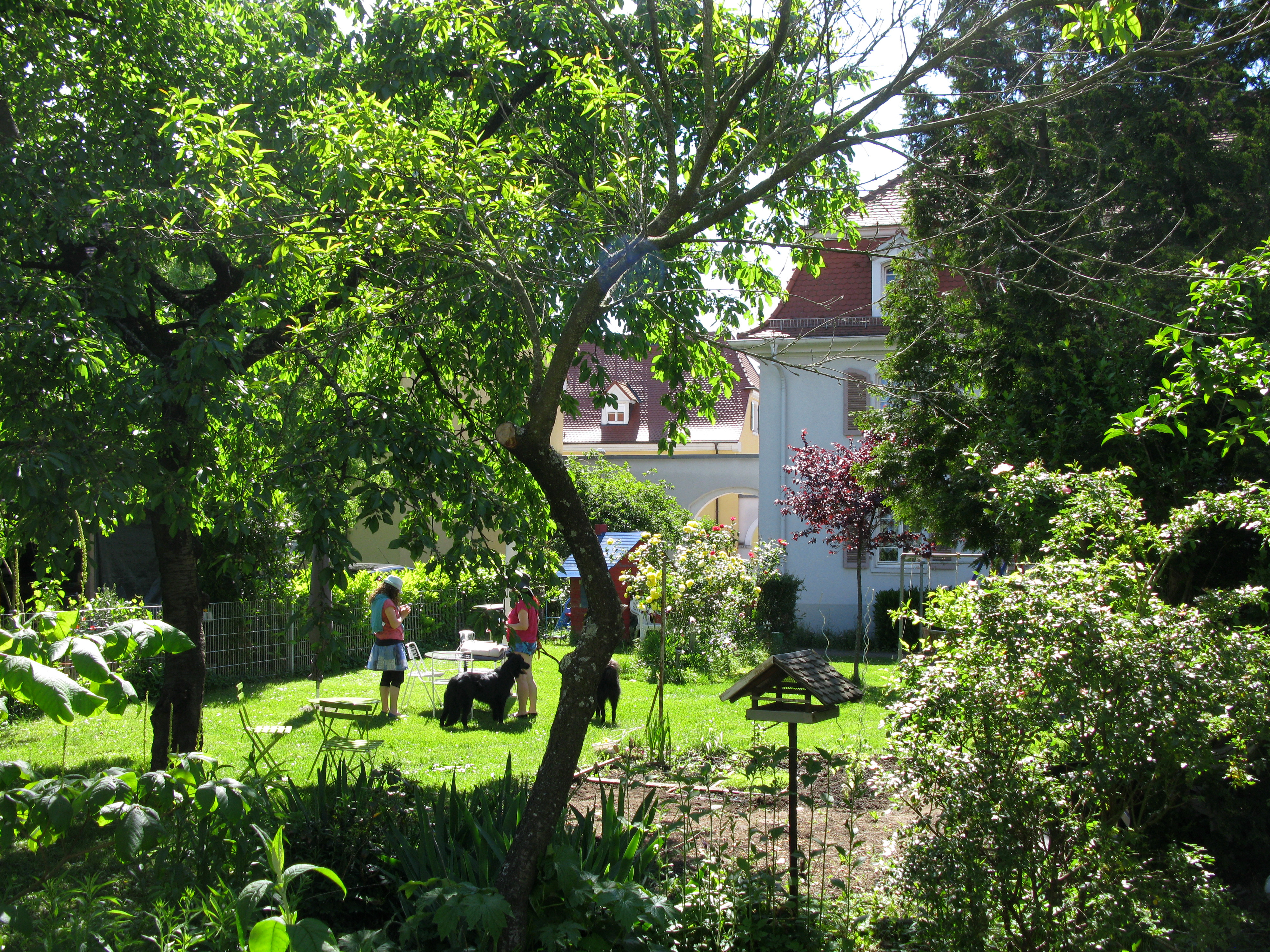
Garten

Der Einfluss der Gartenstadtbewegung auf den Wohnungsbau der letzten hundert Jahre legte den Grundstein für einen sozialen, demokratisierten Wohnungsbau, dem sich in Freiburg auch die Wohnungsbaugenossenschaft Bauverein Freiburg, heute Bauverein Breisgau eG, verpflichtet fühlte. 1913 wurde in Freiburg unter Federführung des Stadtrates und Bauvereinsmitglieds, Wilhelm Engler, die gemeinnützige Baugenossenschaft Gartenvorstadt e.G.mbH gegründet, mit dem Ziel gesunde und zweckmäßig eingerichtete Einfamilienhäuser mit Garten für einkommensschwache Familien zur Miete zu errichten. Wilhelm Engler wurde neben Hans Gräfen und Camill Noppel in den Vorstand der neuen Genossenschaft gewählt.
1914 erwarb die Gartenvorstadt-Genossenschaft von der Stiftungsverwaltung Baugelände an der Gutleutstraße. Trotz Ausbruch des Ersten Weltkrieges entstanden dort binnen eines Jahres 58 Einfamilienhäuser nach den Entwürfen des Architekten Mallebrein. Nachdem es 1917 erste Gespräche der Vorstandsvorsitzenden Karl Manz (Bauverein) und Wilhelm Engler über eine Fusion beider Genossenschaften gegeben hatte, erfolgte im März 1920 die Vereinigung. Sie ließ den Bauverein zu einer der größten Wohnungsgenossenschaften Badens wachsen. Wilhelm Engler wechselte dabei in den Aufsichtsrat des Bauvereins. Noch im selben Jahr wurde mit dem Bau von 21 Einfamilienhäusern nach den Plänen der Architekten F. Barten und A. Senck an der Gutleutstraße begonnen. Die Häuser mit einer Wohnfläche von 75 Quadratmetern verfügten über drei Zimmer, eine Küche sowie eine bewohnbare Dachkammer. Hinzu kamen Gartenflächen, die den Mietern den Anbau von Obst und Gemüse zur Selbstversorgung ermöglichen sollten. Für die zweite Bauphase der Gartenstadt hatte der Oberbaurat der Stadt Freiburg einen generellen Bebauungsplan erstellt, um einer Zerstückelung des Baulandes vorzubeugen. Dabei wurde die Straßenführung so gewählt, dass die Häuserzeilen Ost- und Westsonne erhielten. 1921 gab der Bauverein den Startschuss für 83 weitere Einfamilienhäuser mit Gärten und Kleintierstallungen in der Bauhöferstraße. Das Grundstück wurde im Erbbau von der Stadt Freiburg für die Dauer von 70 Jahren vergeben.
Als Würdigung des großen baulichen Engagements – binnen fünf Jahren hatte der Bauverein unter anderem 120 Einfamilienhäuser in der Gartenstadt errichtet – wurde der 1926 angelegte Englerplatz nach seinem Aufsichtsratsmitglied benannt. Bedingt durch die Machtergreifung der Nationalsozialisten, wurde dieser sieben Jahre später in Karl-Winter-Platz umbenannt, und erhielt erst nach Kriegsende wieder seinen ursprünglichen Namen.
1927 erwarb die Genossenschaft ein weiteres Grundstück (heute Carl-Kistner-Straße 12) für den Bau von Mietwohnungen, 1928 erfolgte an der Gutleut-/ Fichtestraße der Baustart für zwölf Einfamilienhäuser mit zwei bis fünf Zimmern und Gärten, die alle noch im selben Jahr fertiggestellt wurden. Die Freiburger Zeitung lobte den Bauverein in ihrer Ausgabe vom 29. Juli 1928 dafür, dass er dazu beigetragen habe, das „Haslacher Gartenstadtviertel“ zu einem der „begehrenswertesten Siedlungsgelände in Freiburg“ umzuwandeln. Der Artikel hebt insbesondere die „architektonische Anordnung der Bauweise“, die „liebevolle Sorgfalt“ und den „Geschmack“ bei der Innenausstattung hervor. „Keine zusammengepferchten Wohnungen wie man sie bei Reihenhäusern gewöhnlich vorfindet, (…) recht geräumige Zimmer sämtlicher Wohnungen und Einfamilienhäuser, bei welchen auch in der Fensterfrage nicht geknausert worden ist, so daß sich ihre glücklichen Besitzer des Lichtes und der gesunden Luft, zum Teil auch der herrlichsten Aussicht auf Kandel, Roßkopf, (…) erfreuen dürfen“. Sämtliche Wohnräume wiesen zu dieser Zeit bereits Warmwasserheizungen auf. Eine der Mieterinnen des Bauvereins in der Gartenstadt war die jüdische Journalistin und engagierte Sozialdemokratin Käthe Vordtriede. Nach der Gleichschaltung – auch des Bauvereins – im Jahr 1933 wurde sie mit Berufsverbot belegt und mehrfach in Schutzhaft genommen. 1939 gelang der alleinerziehenden Mutter auf abenteuerliche Weise die Flucht in die Schweiz und später nach New York, wo sie 1964 im Alter von 73 Jahren verarmt starb. Ihre beiden Kinder Fränze Vordtriede und Werner Vordtriede waren bereits vorher emigriert.
An der Entstehung und Gestaltung der Gartenstadt hatte der Bauverein Breisgau eG maßgeblich mitgewirkt. In einem Zeitraum von zehn Jahren errichtete dieser insgesamt 205 der rund 600 Einfamilienhäuser sowie dreizehn Etagenwohnungen in Mehrfamilienhäusern. Seit 2004 werden die unter Denkmalschutz stehenden Häuser und Wohnungen der Genossenschaft behutsam saniert und modernisiert. Die Gartenstadt ist ein idealer Lebensraum für Familien; bei der Mietpreisgestaltung orientiert sich der Bauverein auch hier am Prinzip der Mitgliederförderung, um allen Generationen preiswerten Wohnraum zur Verfügung zu stellen.

## Flora und Fauna

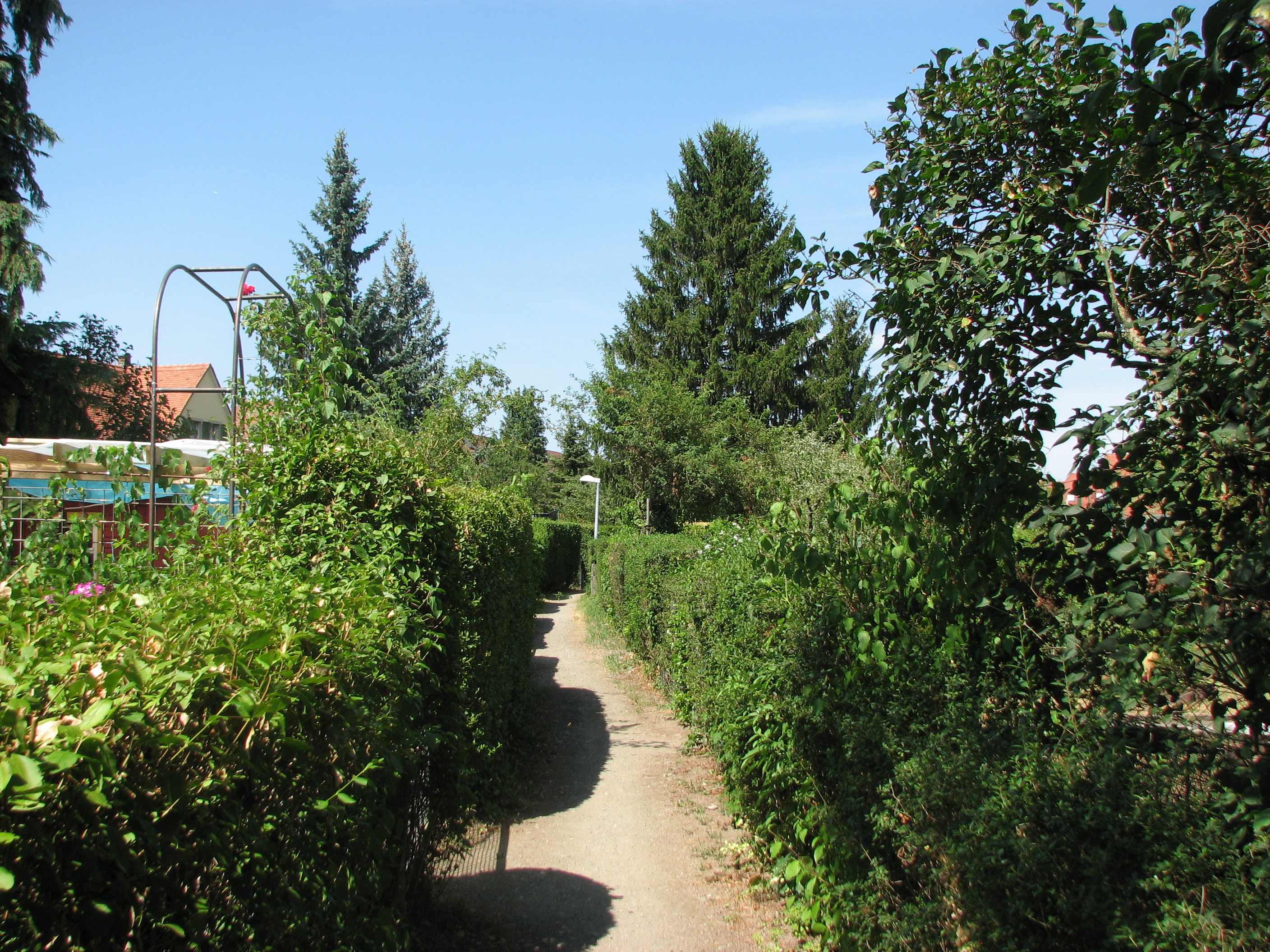
Gartenlandschaft

Die Freiburger Gartenstadt bietet als eine der größten zusammenhängende Gartenflächen in Freiburg in ihrem Mosaik aus vielen unterschiedlich gestalteten Flächen Lebensraum für zahlreiche, teilweise geschützte Wildtierarten. So ist sie Brut- und Nahrungsbiotop einer großen Zahl unterschiedlicher Vogelarten wie Haussperling, verschiedener Meisenarten (z. B. Kohl-, Blau-, Tannenmeisen), Amseln, Staren, Hausrotschwänzen, Rotkehlchen, Singdrosseln, Kernbeißern, Gartenbaumläufer, Kleiber, Goldhähnchen, Buchfinken, Grünfinken, Girlitzen und Stieglitzen. Auch Graureiher besuchen regelmäßig die Gartenteiche, um den ein oder anderen Goldfisch zu fressen. Häufig lassen sich Elstern, Krähen und mitunter andere Rabenvögel beobachten, während Eichelhäher, Sperber und Buntspechte eher seltene Gäste sind.
Ein häufiger Vertreter der wildlebenden Säugetiere ist der Igel, der abends und nachts in den Gärten nach Fressbarem sucht. Mit etwas Glück ist auch der Steinmarder bei nächtlichen Streifzügen im Viertel zu beobachten. Dabei erbeutet er nicht nur Mäuse, Ratten, Vögel und Insekten, sondern auch so manches Zwergkaninchen, Meerschweinchen oder Zwerghuhn, das abends nicht in den Stall kam. Auch Füchse sollen sich schon in den Straßen der Gartenstadt herumgetrieben haben. Für verschiedene Fledermausarten ist der Luftraum über den Gärten von großem Interesse. Dort erbeuten sie in der Dämmerung lauer Nächte allerlei Nachtfalter oder Junikäfer.
Unter den Tagschmetterlingen sind sowohl Allerweltsarten wie Kohlweißling und Zitronenfalter, aber auch seltenere Formen wie Tagpfauenauge, Kaisermantel, Admiral oder Schwalbenschwanz zu beobachten. Auch das Taubenschwänzchen, das eigentlich zu den Nachtfaltern gehört, schwirrt in ruckartigem Schwärmflug von Blüte zu Blüte. Seit einigen Jahren bildet der in einigen Regionen als geschützt eingestufte Wacholderprachtkäfer eine starke Population insbesondere an heckenbildenden Thujen. Unter den vielen weiteren Insektenarten der Gartenstadt seien als Beispiele nur die Feldheuschrecken oder das große grüne Heupferd, aber auch Rosenkäfer, verschiedene Bockkäferarten sowie unterschiedliche Wildbienenarten, Honigbienen, verschiedene Wespenarten und eine Reihe von Wanzen- oder Libellenarten genannt.
Auch Reptilien und Amphibien gehören zum tierischen Inventar der Gartenstadt. So liebt die Blindschleiche die zahlreichen Komposthaufen, in denen sie ihre Jungen in einer sehr dünnen, transparenten Eihülle zur Welt bringt. Steinhaufen, Baumschnittablagen oder Brennholzstapel sind wertvolle Biotope für diese geschützte Art. Unter den Amphibien wurden Erdkröten, Grasfrösche und Bergmolche gesichtet, die von kleineren und größeren Teichen, die in manchen Gärten vorhanden sind, profitieren.

## Persönlichkeiten
- Käthe Vordtriede, Journalistin und Emigrantin, lebte von 1926 bis 1938 in der Fichtestraße 4
- Adolf Seger und dessen Bruder Edmund Seger
- Michael Kaufmehl
- Margot Queitsch, Stadträtin (SPD) 1980–2019, MdL Baden-Württemberg (SPD) 2001–2011
- Günther Klotz, Oberbürgermeister der Stadt Karlsruhe von 1952 bis 1970